# Арренс-Марсу
Арре́нс-Марсу́ (фр. Arrens-Marsous, окс. Arrens e Marçós) — коммуна во Франции, находится в регионе Юг — Пиренеи. Департамент — Верхние Пиренеи. Входит в состав кантона Окён. Округ коммуны — Аржелес-Газост.
Код INSEE коммуны — 65032.

## География

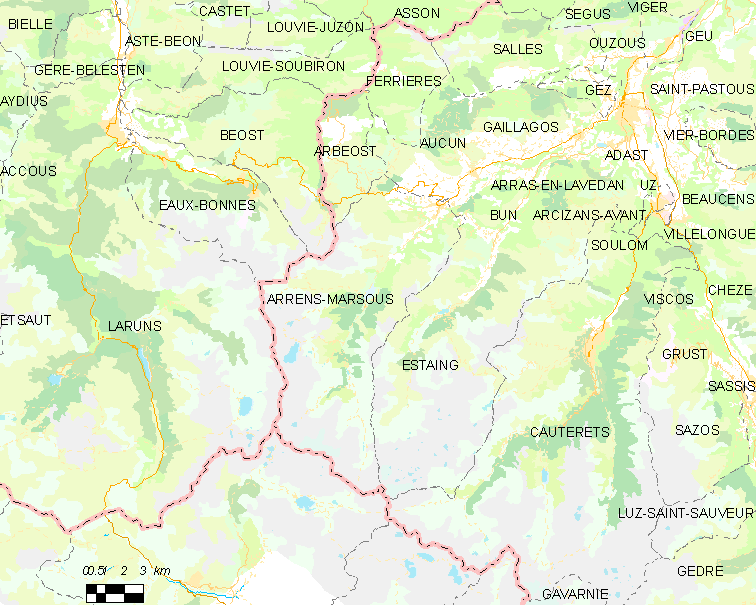
Карта коммуны

Коммуна расположена приблизительно в 690 км к югу от Парижа, в 155 км юго-западнее Тулузы, в 39 км к юго-западу от Тарба.
По территории коммуны протекает река Гав д’Азён.

## Климат
Климат умеренно-океанический с солнечной тёплой погодой и обильными осадками на протяжении практически всего года.

## Население
Население коммуны на 2010 год составляло 725 человек.
| 1962 | 1968 | 1975 | 1982 | 1990 | 1999 | 2010 |
| ---- | ---- | ---- | ---- | ---- | ---- | ---- |
| 672  | 782  | 726  | 711  | 721  | 697  | 725  |

## Администрация
| Период | Период | Фамилия         | Партия                         | Примечания |
| ------ | ------ | --------------- | ------------------------------ | ---------- |
| ?      | 1995   | Марсель Фабр    | Социалистическая партия        |            |
| 1995   | 2004   | Жан-Поль Трап   | Союз за французскую демократию |            |
| 2004   | 2012   | Марсель Фабр    | Социалистическая партия        |            |
| 2012   | 2020   | Вивьян Артигала | Социалистическая партия        |            |

## Экономика
В 2010 году среди 486 человек трудоспособного возраста (15-64 лет) 365 были экономически активными, 121 — неактивными (показатель активности — 75,1 %, в 1999 году было 58,5 %). Из 365 активных жителей работали 347 человек (196 мужчин и 151 женщина), безработных было 18 (8 мужчин и 10 женщин). Среди 121 неактивных 17 человек были учениками или студентами, 57 — пенсионерами, 47 были неактивными по другим причинам.

## Достопримечательности
- Церковь Св. Петра в деревне Арренс (XV век). Исторический памятник с 1941 года[4]
- Часовня Нотр-Дам в деревне Пуэ-Лаэн (XII век). Исторический памятник с 1954 года[5]

## Фотогалерея

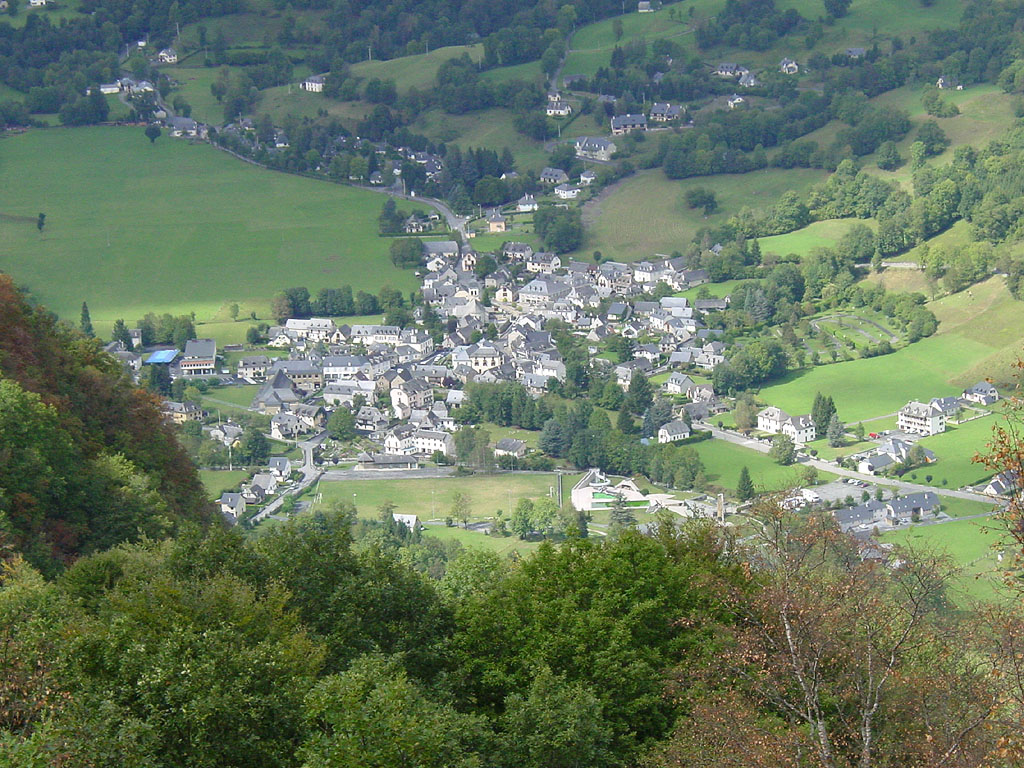
Арренс-Марсу
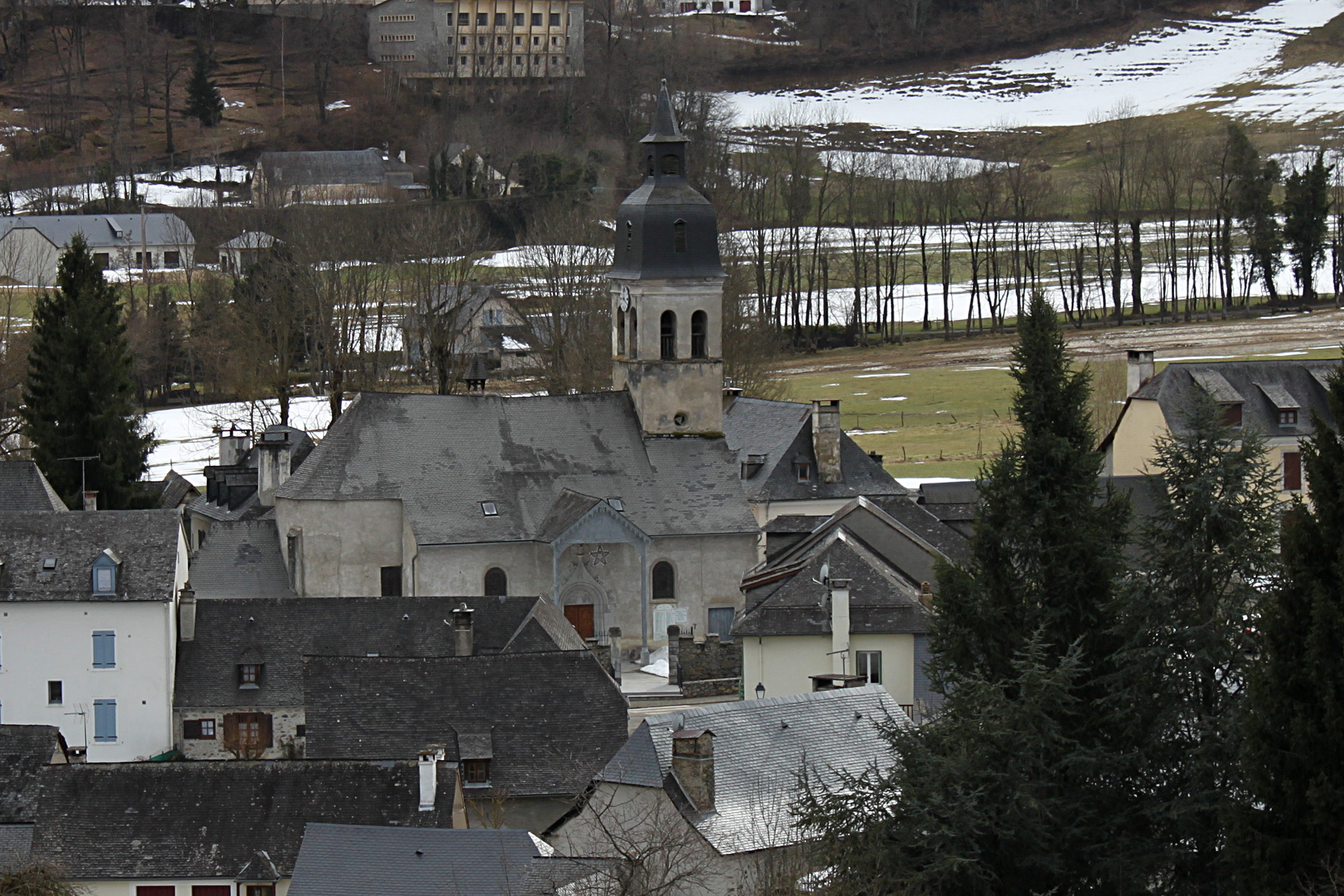
Церковь Св. Петра
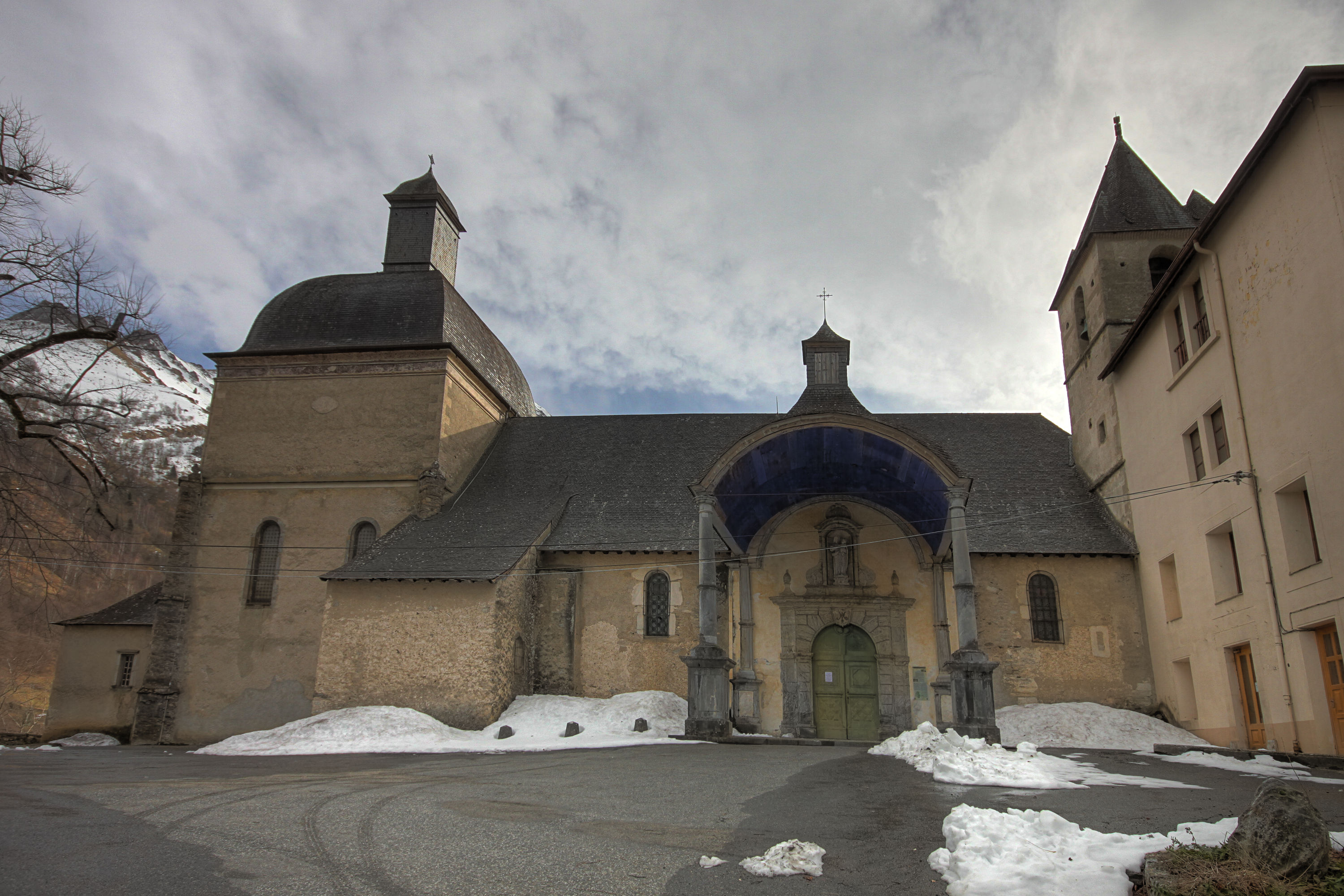
Часовня Нотр-Дам
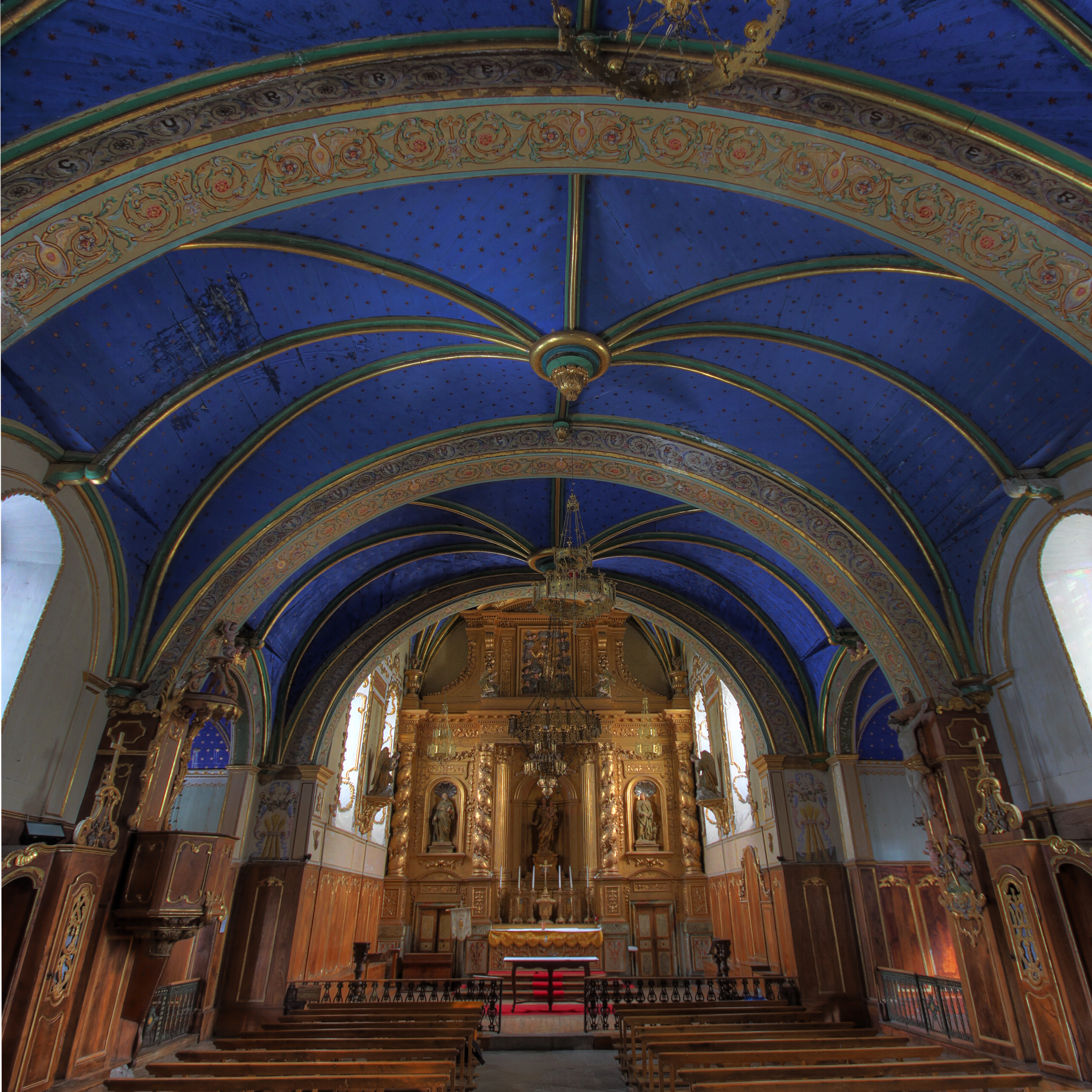
Интерьер часовни Нотр-Дам
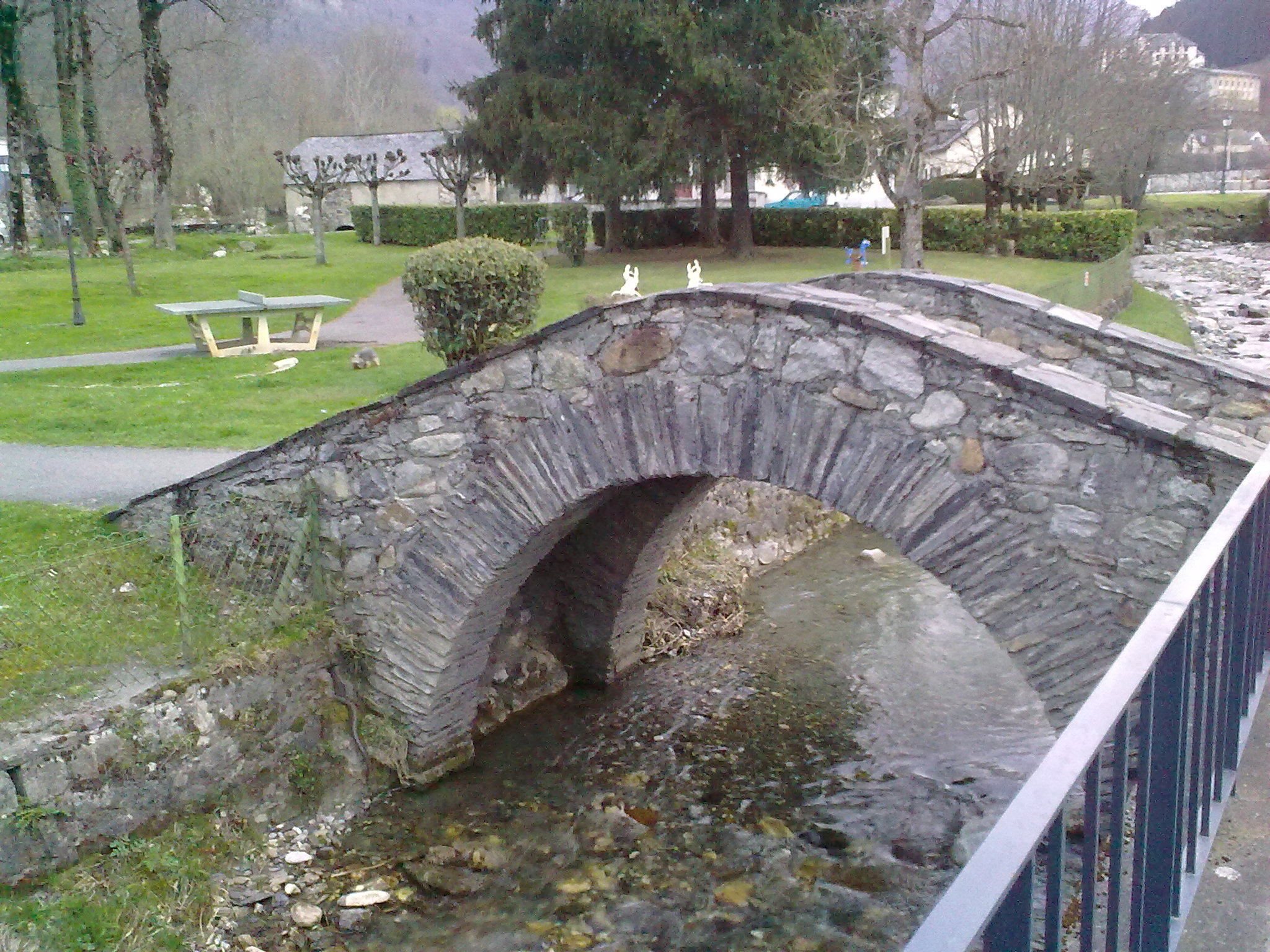
Мост через реку Гав д’Азён